# Скатоподібні
Скатоподібні (Rajiformes) — один з чотирьох рядів скатів.

## Опис
Відрізняються наявністю значно збільшеними грудними плавцями, які сягають далеко уперед по сторонах голови, із сплюснутим тілом. Хвилевий рух грудних плавників під час пересування є діагностичним до цього таксона. Очі і дихальця розташовані на верхній поверхні тіла, а зяброві щілини на нижній стороні. Вони мають плоскі, дрібні зуби і, як правило, м'ясоїдні, хоча манти є фільтраторами. Більшість видів народжують живих дитинчат, хоча деякі відкладають яйця з роговою капсулою («гаманець русалки»).

## Спосіб життя
В протилежність іншим донним рибам вони ніколи не притискаються усією передньою частиною свого тулуба до морського дна, а спираються на свої грудні плавники, так що посередині залишається порожній простір.
Щоб забезпечити водою зябра, вони відкривають дихальні отвори, відсунувши клапан: наповнивши зяброві мішки, вони закривають дихальні отвори і пропускають прийняту воду крізь зяброві щілини. Впродовж цілого ранку і по обіді скат залишається в цьому положенні, не звертаючи ніякої уваги на навколишнє життя, причому його тіло частково, а плавники абсолютно покриті піском. В цей час він дозволяє іншим морським тваринам безперешкодно носитися по своїй широкій спині. З настанням сутінків скати пожвавлюються і протягом усієї ночі знаходяться в постійному русі: безупинно плавають вони над дном моря, так що плавники торкаються самого ґрунту, і таким чином добувають собі їжу. Нижня частина тіла так само чутлива, як не чутлива верхня, і тому служить ним великим органом дотику. Обмацавши грудьми здобич, вони миттєво обертаються до неї і, покривши своїм тілом знайдену тварину або кинуту їм їжу, захоплюють їх у свою пащу і проковтують за допомогою сильних ковтальних рухів. Таким чином обшукують вони дно свого басейну, а на волі проносяться на великі відстані по морському дну. Наситившись, піднімаються вони у верхні шари води і там беруться за всілякі плавальні вправи. Наскільки вони незграбні у спокої, настільки легкі і красиві під час плавання. Пересування відбувається по засобом хвилеподібних рухів обома плавниками, що проходять від передньої частини тулуба до задньої. Довгий хвіст, яким скат, втім, мало користується, служить частково кермом. Зрозуміло, що для скатів абсолютно байдуже, чи плавати в горизонтальному або вертикальному положенні. У першому випадку вони мчать хвилями, як хижі птахи повітрям, в другому — їхні рухи нагадують танець, вони люблять підніматися до самої поверхні води й тримаються там досить довго, то висовуючись, то знову пірнаючи, так що гостре рильце час від часу показується з води. Між собою вони ладнають відмінно. Один скат пропливає так близько над іншим, що торкається його або навіть частково притуляється до нього, не отримуючи ніякого опору у відповідь.

### Живлення
Усі скати тримаються виключно піщаного або мулистого дна моря, закопуються переважно в пісок, звідки спостерігають воду над собою і, помітивши здобич, що наближається, миттєво накидаються на неї. Будова їх зубів не дозволяє їм пожирати великих риб, тому вони задовольняються маленькою рибою і різними раками, але особливо люблять молодих камбал і черепашок.

### Розмноження
Парування відбувається на початку весни; під кінець весняних місяців або влітку самиця кладе від шести до восьми яєць. Дитинча так сильно розвивається ще в яєчній шкаралупі, що при вилупленні його велика частина жовткового мішка буває знищена. Вийшовши з яйця, молодий скат негайно починає вести спосіб життя своїх батьків.

### Спосіб плавання
Плавання гладкого ската або морської лисиці нагадує політ птаха, здійснюється воно за рахунок роботи довгих грудних плавників. При кидку на здобич або при небезпеці ці скати можуть набирати велику швидкість, але підтримувати такий режим плавання впродовж тривалого часу вони не здатні.

## Значення
У деяких місцевостях м'ясом скатів абсолютно нехтують, тоді як в інших його знаходять смачним. У Лондоні щорічно з'їдають до ста тисяч скатів, і любителі дуже цінують їх. На півночі Англії м'ясо його вживається тільки як приманка при лові раків. Втім, і в Лондоні м'ясо ската їдять тільки восени і зимою, тому що навесні і літом, до і після парування, воно вважається несмачним.
Для лову вживають переважно донні вудки з приманками з раків, м'якотілих і риби. Таким чином виловлюють ската-хвостокола цілими тисячами, після чого м'ясо його солять і зберігають на зиму.
Спіймані скати належать до найпривабливіших риб, яких можна тримати в порівняно невеликому приміщенні. Вони, правда, не дуже скоро звикають до неволі і до корму і часто гинуть найжалюгіднішим чином, та зате, звикнувши раз до їжі, живуть в неволі цілі роки, насолоджуються жаданим здоров'ям і стають тоді дуже цікавими, тому що дозволяють робити над собою спостереження, які в природі бувають дуже складні.

## Класифікація
- Родина Ниткорилі скати (Anacanthobatidae)
- Родина Ромбові скати (Rajidae)
- Родина Arhynchobatidae
- Родина Gurgesiellidae

Викопна родина Rhombodontidae, відома з кінця крейдяного періоду.